# هیلرسلبن
هیلرسلبن (به آلمانی: Hillersleben) یک منطقهٔ مسکونی در آلمان است که در وشتایده واقع شده‌است. هیلرسلبن ۸۴۴ نفر جمعیت دارد.